# Botandus
Botandus was van ca. 649 tot ongeveer 690 bisschop van Keulen. Van hem is enkel zijn naam overgeleverd.